# Guerra sino-vietnamita
A Guerra sino-vietnamita de 1979 ou conflito sino-vietnamita (também conhecido como invasão chinesa do Vietnã) foi um breve conflito que ocorreu 17 de fevereiro – 16 de março de 1979 entre a China e o Vietnã. A China lançou uma ofensiva em resposta à invasão e ocupação do Camboja pelo Vietnã em 1978, que acabou com o domínio do Khmer Vermelho, apoiado pela China. O conflito durou cerca de um mês, com a China retirando suas tropas em março de 1979.
Em fevereiro de 1979, as forças chinesas lançaram uma invasão surpresa do norte do Vietnã e rapidamente capturaram várias cidades perto da fronteira. Em 6 de março daquele ano, a China declarou que o "portão para Hanói" havia sido aberto e que sua missão punitiva havia sido cumprida. As tropas chinesas então se retiraram do Vietnã. No entanto, o Vietnã continuou a ocupar o Camboja até 1989, o que significa que a China não atingiu seu objetivo de dissuadir o Vietnã do envolvimento no Camboja. No entanto, a operação da China pelo menos conseguiu forçar o Vietnã a retirar algumas unidades, nomeadamente o 2º Corpo, das forças de invasão do Camboja para reforçar a defesa de Hanói. O conflito teve um impacto duradouro na relação entre a China e o Vietnã, e as relações diplomáticas entre os dois países não foram totalmente restauradas até 1991. Após a dissolução da União Soviética em 1991, a fronteira sino-vietnamita foi finalizada. Embora incapaz de dissuadir o Vietnã de expulsar Pol Pot do Camboja, a China demonstrou que a União Soviética, seu adversário comunista da Guerra Fria, era incapaz de proteger seu aliado vietnamita.

## Ordem da batalha

### Forças chinesas
Embora o Exército Popular de Libertação superasse largamente as forças vietnamitas, a aliança soviético-vietnamita obrigou os chineses a posicionar a maioria de suas forças ao longo da fronteira norte da China com a União Soviética (bem como, em menor grau, a Mongólia aliada dos soviéticos) como um dissuasor da intervenção soviética.
A força chinesa que enfrentou os vietnamitas consistia em unidades da Região Militar de Kunming, da Região Militar de Chengdu, da Região Militar de Wuhan e da Região Militar de Guangzhou, mas comandada pelo quartel-general da Região Militar de Kunming, na frente ocidental, e da Região Militar de Guangzhou, na frente oriental.
- Guangxi Direção (Frente Leste) comandada pela Sede da Frente da Região Militar de Guangzhou em Nanning. Comandante-Xu Shiyou, Comissário Político-Xiang Zhonghua, Chefe do Estado-Maior-Zhou Deli
  - Grupo Norte: Comandante-Ou Zhifu (Vice-Comandante da Região Militar de Guangzhou)
    - 41º Comandante do Exército-Zhang Xudeng, Comissário Político-Liu Zhanrong
      - 121ª Divisão de Infantaria Comandante-Zheng Wenshui
      - 122ª Divisão de Infantaria Comandante-Li Xinliang
      - 123ª Divisão de Infantaria Comandante-Li Peijiang

  - Grupo Sul: Comandante-Wu Zhong (Vice-Comandante da Região Militar de Guangzhou)
    - 42º Comandante do Exército-Wei Huajie, Comissário Político-Xun Li
      - 124ª Divisão de Infantaria Comandante-Gu Hui
      - 125ª Divisão de Infantaria
      - 126ª Divisão de Infantaria

  - Grupo Leste: Comandante-Jiang Xieyuan (Vice-Comandante da Região Militar de Guangzhou)
    - 55º Comandante do Exército-Zhu Yuehua, Comissário Político Temporário-Guo Changzeng
      - 163ª Divisão de Infantaria Comandante-Bian Guixiang, Comissário Político-Wu Enqing, Chefe do Estado-Maior-Xing Shizhong
      - 164ª Divisão de Infantaria Comandante-Xiao Xuchu (também Vice-Comandante do 55º Corpo de Exército)
      - 165ª Divisão de Infantaria

    - 1ª Divisão de Artilharia

  - Grupo de Reserva (veio da Região Militar de Wuhan, exceto 50º Corpo da Região Militar de Chengdu), Vice-Comandante-Han Huaizhi (Comandante do 54º Corpo)
    - 43º Comandante do Exército-Zhu Chuanyu, Comissário Político Temporário-Zhao Shengchang
      - 127ª Divisão de Infantaria Comandante-Zhang Wannian (também como Subcomandante do 43º Corpo de Exército)
      - 128ª Divisão de Infantaria
      - 129ª Divisão de Infantaria

    - 54º Comandante do Exército-Han Huaizhi (pluralismo), Comissário Político-Zhu Zhiwei
      - 160ª Divisão de Infantaria (comandada pelo 41º Corpo nesta guerra) Comandante-Zhang Zhixin, Comissário Político-Li Zhaogui
      - 161ª Divisão de Infantaria
      - 162ª Divisão de Infantaria Comandante-Li Jiulong

    - 50º Exército Comandante Temporário-Liu Guangtong, Comissário Político-Gao Xingyao
      - 148ª Divisão de Infantaria
      - 150ª Divisão de Infantaria

    - 20º Exército (apenas enviou a 58ª Divisão para a guerra)
      - 58ª Divisão de Infantaria (comandada pelo 50º Corpo durante a guerra)

  - Região Militar de Guangxi (como região militar provincial) Comandante-Zhao Xinran Chefe do Estado-Maior-Yin Xi
    - 1º Regimento de Defesa de Fronteira na Passagem Youyiguan
    - 2º Regimento de Defesa de Fronteiras no Distrito de Baise
    - 3º Regimento de Defesa de Fronteiras no Condado de Fangcheng
    - A Divisão de Infantaria Independente da Região Militar de Guangxi

  - Força Aérea da Região Militar de Guangzhou (patrulha armada no céu de Guangxi, não viu combate)
    - 7º Corpo da Força Aérea
      - 13ª Divisão da Força Aérea (unidade de transporte aéreo veio da província de Hubei)

  - 70ª Divisão de Artilharia Antiaérea
  - A frota 217 da frota do Mar do Sul
  - 8ª Divisão de Aviação da Marinha
  - Regimento de Tanques Independentes da Região Militar de Guangzhou
  - 83º Regimento de Barcos Bateau
  - 84º Regimento de Barcos Bateau
- Yunnan Direção (a Frente Oeste) comandada pela Sede da Frente da Região Militar de Kunming em Kaiyuan. Comandante-Yang Dezhi, Comissário Político-Liu Zhijian, Chefe do Estado-Maior-Sun Ganqing
  - 11º Exército (composto por duas divisões) Comandante-Chen Jiagui, Comissário Político-Zhang Qi
    - 31ª Divisão de Infantaria
    - 32ª Divisão de Infantaria

  - 13º Exército (camed da Região Militar de Chengdu) Comandante-Yan Shouqing, Comissário Político-Qiao Xueting
    - 37ª Divisão de Infantaria
    - 38ª Divisão de Infantaria
    - 39ª Divisão de Infantaria

  - 14º Comandante do Exército-Zhang Jinghua, Comissário Político-Fan Xinyou
    - 40ª Divisão de Infantaria
    - 41ª Divisão de Infantaria
    - 42ª Divisão de Infantaria

  - 149ª Divisão de Infantaria (da Região Militar de Chengdu, pertencia ao 50º Corpo de Exército, designado para a Direção Yunnan durante a guerra)
  - Região Militar de Yunnan (como uma região militar provincial)
    - 11º Regimento de Defesa de Fronteira no Condado de Maguan
    - 12º Regimento de Defesa Fronteiriça no Condado de Malipo
    - 13º Regimento de Defesa de Fronteiras em
    - 14º Regimento de Defesa de Fronteiras em
    - 1ª Divisão de Guarnição da Região Militar de Chengdu comandada pelo 11º Exército na guerra

  - 65ª Divisão de Artilharia Antiaérea
  - 4ª Divisão de Artilharia
  - Regimento de Tanques Independente da Região Militar de Kunming
  - 86º Regimento de Barcos Bateau
  - 23º Ramo Logístico (composto por cinco postos de serviço do exército, seis hospitais, onze estabelecimentos médicos)
  - 17º Regimento de Automóveis comandado pelo 13º Corpo durante a guerra
  - 22º Regimento de Automóveis
  - 5º Corpo da Força Aérea
    - 44ª Divisão da Força Aérea (unidade de caça)
    - Unidade independente da 27ª Divisão da Força Aérea
    - 15ª Divisão de Artilharia Antiaérea da Força Aérea

### Forças vietnamitas
O governo vietnamita alegou que eles só tinham uma força de cerca de 70 000, incluindo várias divisões regulares do exército em sua área norte. No entanto, as estimativas chinesas indicam mais do que o dobro desse número. Algumas forças vietnamitas usaram equipamentos militares americanos capturados durante a Guerra do Vietnã.
1ª Região Militar: comandada pelo General-de-Brigada Đàm Quang Trung, responsável pela defesa na região Nordeste. 
- Principais forças:[3][4][5][6]
  - 3ª Divisão de Infantaria (Golden Star Division), composta pelo 2º Regimento de Infantaria, 12º Regimento de Infantaria, 141º Regimento de Infantaria e 68º Regimento de Artilharia. Todos estavam localizados em Dong Dang, Van Dang, Cao Loc e Lạng Sơn cidade da província de Lạng Sơn
  - 338ª Divisão de Infantaria, composta pelo 460º Regimento de Infantaria, 461º Regimento de Infantaria, 462º Regimento de Infantaria e 208º Regimento de Artilharia. Todos estavam localizados em Loc Binh e Dinh Lap da província de Lạng Sơn
  - 346ª Divisão de Infantaria (Divisão Lam Son), composta pelo 246º Regimento de Infantaria, 677º Regimento de Infantaria, 851º Regimento de Infantaria e 188º Regimento de Artilharia. Todos estavam localizados em Tra Linh, Ha Quang e Hoa An da província de Cao Bằng
  - A 325ª Divisão de Infantaria B, composta pelo 8º Regimento de Infantaria, 41º Regimento de Infantaria, 288º Regimento de Infantaria e 189º Regimento de Artilharia. Todos estavam localizados em Tien Yen e Binh Lieu da província de Quảng Ninh
  - 242ª Brigada de Infantaria, localizada nas costas e ilhas da província de Quảng Ninh
- Forças locais:[3][4][5][6]
  - Na província de Cao Bằng: 567º Regimento de Infantaria, 1 batalhão de artilharia, 1 batalhão de artilharia de defesa aérea e 7 batalhões de infantaria
  - Na província de Lạng Sơn: 123º Regimento de Infantaria, 199º Regimento de Infantaria e 7 batalhões de infantaria
  - Na província de Quảng Ninh: 43º Regimento de Infantaria, 244º Regimento de Infantaria, 1 batalhão de artilharia, 4 batalhões de artilharia de defesa aérea e 5 batalhões de infantaria
- Forças policiais armadas (Guarda de fronteira): 12º Regimento Móvel em Lang Son, 4 batalhões em Cao Bang e Quang Ninh, algumas companhias e 24 postos fronteiriços

2ª Região Militar: comandada pelo General-de-Brigada Vũ Lập [vi], responsável pela defesa na região Noroeste.
- Principais forças:[3][4][5][6]
  - A 316ª Divisão de Infantaria (Divisão Bong Lau), era composta pelo 98º Regimento de Infantaria, 148º Regimento de Infantaria, 147º Regimento de Infantaria e 187º Regimento de Artilharia. Todos estavam localizados em Binh Lu e Phong Tho da província de Lai Châu
  - 345ª Divisão de Infantaria, composta pelo 118º Regimento de Infantaria, 121º Regimento de Infantaria, 124º Regimento de Infantaria e 190º Regimento de Artilharia. Todos foram localizados em Bao Thang da província de Hoang Lien Son.
  - 326ª Divisão de Infantaria, composta pelo 19º Regimento de Infantaria, 46º Regimento de Infantaria, 541º Regimento de Infantaria e 200º Regimento de Artilharia. Todos estavam localizados em Tuan Giao e Dien Bien da província de Lai Châu
- Forças locais:[3][4][5][6]
  - Em Ha Tuyen: 122º Regimento de Infantaria, 191º Regimento de Infantaria, 1 batalhão de artilharia e 8 batalhões de infantaria
  - Em Hoang Lien Son: 191º Regimento de Infantaria, 254º Regimento de Infantaria, 1 batalhão de artilharia e 8 batalhões de infantaria
  - Em Lai Châu: 193º Regimento de Infantaria, 741º Regimento de Infantaria, 1 batalhão de artilharia e 5 batalhões de infantaria
- Forças de polícia armada (Guarda de fronteira): 16º Regimento Móvel em Hoang Lien Son, algumas companhias e 39 postos fronteiriços

Além disso, as forças vietnamitas foram apoiadas por cerca de 50.000 milícias em cada região militar
Força aérea
- 372ª Divisão Aérea[3][4][5][6]
  - 1 voo aéreo de dez F-5 (capturado após a Guerra do Vietnã)
  - 1 voo aéreo de dez A-37 (capturado após a Guerra do Vietnã)
  - 1 voo aéreo de sete UH-1 e três UH-7 (capturados após a Guerra do Vietnã)
- 919º Regimento de Transporte Aéreo responsável pelo transporte de tropas
  - Vários C-130, C-119 e C-47 (capturados após a Guerra do Vietnã)
- 371ª Divisão Aérea
  - 916º Regimento de Helicópteros
    - Vários Mi-6 e Mi-8

  - 918º Regimento de Transporte Aéreo
  - 923º Regimento de Caças
    - Vários MiG-17s e MiG-21

A Força Aérea do Povo do Vietnã não participou diretamente do combate, em vez disso, eles forneceram apoio às tropas terrestres, transportaram tropas do Camboja para o norte do Vietnã, bem como realizaram missões de reconhecimento.
Defesa Aérea
- Regiões Norte e Noroeste:[3][4][5][6]
  - 267º Regimento de Defesa Aérea
  - 276º Regimento de Defesa Aérea
  - 285º Regimento de Defesa Aérea
  - 255º Regimento de Defesa Aérea
  - 257º Regimento de Defesa Aérea
- Região Nordeste:
  - 274º Regimento de Defesa Aérea